# 大和田 (成田市)
大和田（おおわだ）は千葉県成田市の大字。郵便番号289-0109。

## 地理
北は小浮、北東は野馬込、東は高、南は小野、西は高岡に隣接している。

## 世帯数と人口
2017年（平成29年）10月31日現在の世帯数と人口は以下の通りである。
| 大字   | 世帯数  | 人口  |
| ------ | ------- | ----- |
| 大和田 | 119世帯 | 286人 |

## 小・中学校の学区
市立小・中学校に通う場合、学区は以下の通りとなる。
| 番地 | 義務教育学校           |
| ---- | ---------------------- |
| 全域 | 成田市立下総みどり学園 |

## 施設
- 高岡保育園
- 成田警察署大和田駐在所
- 大和田コミュニティセンター
- 谷津集会所
- 産土神社
- 星宮神社
- 稲荷神社
- 龍安寺
- 妙印寺

## 交通

### バス
- 成田市コミュニティバス[6][7]
  - しもふさ循環ルート 高岡・名木方面（運行会社：千葉交通）[8][9]
    - （滑河駅） - 大和田竜安寺入口 - 高岡小前 - （滑河駅）

### 道路
- 主要地方道
  - 千葉県道63号成田下総線